# Памятник Лермонтову (Нальчик)
Па́мятник Ле́рмонтову — монумент, установленный М. Ю. Лермонтову в столице Кабардино-Балкарии городе Нальчик; объект культурного наследия регионального значения.

## История
Памятник представляет собой трёхметровую глыбу из двух частей розового гранита с бронзовым барельефом Лермонтова в кавказской бурке. Ниже барельефа на граните высечен автограф великого поэта. Установлен на входе в городской Центральный парк культуры и отдыха, в начале Аллеи голубых елей.
Торжественное открытие монумента состоялось 27 ноября 2006 года. В церемонии открытия приняли участие президент Кабардино-Балкарии Арсен Каноков, спикер парламента Ильяс Бечелов, правнучатый племянник поэта, руководитель международного Лермонтовского фонда Михаил Юрьевич Лермонтов, представители правительства и общественности республики. «Сам факт сооружения памятника в рамках запланированных юбилейных мероприятий, посвященных 450-летию вхождения Кабардино-Балкарии в состав России, наполнен особым смыслом», — сказала на открытии памятника вице-премьер КБР Мадина Дышекова.
Авторы памятника — скульптор Арсен Гушапша и архитектор Асият Мидова. Деньги на памятник по инициативе известного художника Руслана Цримова и поэта Руслана Ацканова собирали всем миром.